# クリックケミストリー
クリックケミストリー（英語: click chemistry）は合成化学の分野において、簡単かつ安定な結合を作るいくつかの反応を用い、新たな機能性分子を創り出す手法である。
「クリックケミストリー」という用語は、1998年にスクリプス研究所のバリー・シャープレスにより提唱され、2001年にスクリプス研究所のシャープレス、Hartmuth C. Kolb、M.G. Finnらによって詳細に説明された。「クリック」は、シートベルトがカチッと音を立ててロックされるように、素早く確実な結合を作る様子をたとえた言葉である。
2022年、「クリックケミストリーと生体直交化学の開発」を讃え、バリー・シャープレス、モーテン・P・メルダル、キャロライン・ベルトッツィの3名に、ノーベル化学賞が授与された。

## 概要
2001年に著されたクリックケミストリーの総説において、シャープレスは次のことを指摘している。
- 天然の生体高分子（タンパク質・DNA・RNA・糖鎖）はいずれも、炭素-ヘテロ原子結合によって単量体（アミノ酸・核酸・糖）が結合してできている。
- これらを成す35種ほどの単量体は、高々6炭素までがつながってできたものである（3種の芳香族アミノ酸は例外）。

すなわち、単純なパーツをつないだだけの分子で、生命活動を運営できるほどの複雑な機能を実現することができる。また各パーツは作りにくく切れにくい炭素-炭素結合を基本としてできており、パーツ同士をつなぐ結合は組み替え容易な炭素-ヘテロ原子結合によっている。これは自然の合理的な選択であったと見られる。
シャープレスはこの自然のシステムに学び、比較的単純な部分構造同士を、高い反応性・選択性を持った炭素-ヘテロ原子結合反応によって結びつけることで、新たな機能性分子を創出することを提案した。この反応の代表的なものとして用いられているのが、アルキンとアジド化合物による[3+2]型の付加環化反応である。

## フーズゲン反応
アルキンとアジド化合物が付加環化反応を起こし、1,2,3-トリアゾール環を作ることは1961年にロルフ・フーズゲンによって報告されている。
シャープレスはこの反応を、クリックケミストリーの中心的な反応として位置づけた。これは以下の理由による。
- アルキン、アジドは多くの有機化合物に導入容易な官能基であり、基本的に安定である（アジドの爆発性には注意を払う必要がある）。
- アルキン、アジドはその他の官能基とほとんど反応せず、お互いだけと反応する。
- この反応は多くの有機溶媒や、水中でも進行する。
- この反応は銅(I)イオンの存在下で100万倍ほど加速する。しかしエントロピー的に有利であれば、銅イオンがなくとも十分速く進行する。
- 普通は位置選択性が低いが、銅イオン存在下では1,4-二置換体が選択的に生成する。
- 生成した1,2,3-トリアゾールは安定な官能基であり、再び分解することがない。
- 収率よく進行し、再結晶やカラムクロマトグラフィーなどの精製操作を必要としない。
- 余分な廃棄物を出さない。

これらの特徴により、この反応はクリックケミストリーの理想に最も近い反応と見なされている。またこの反応は、他に水や多官能性分子（タンパク質など）があっても問題なく進行することから、生化学方面への応用も可能となっている。

## 応用
近年、クリックケミストリーは医薬候補化合物など有用な化合物の探索に用いられている。また、高い官能基許容性を生かし、細胞内などでの分子修飾などに応用されている。

### 医薬探索
シャープレスとH・コルブらは、アジドとアルキンユニットをそれぞれ持った分子同士をアセチルコリンエステラーゼの存在下で混合することによって同酵素内でフーズゲン環化を行わせ、Kd値が10-14 M台という強力な阻害剤を創出することに成功している。

### デンドリマー合成
シャープレス、ホーカーらはクリックケミストリーの優れた反応性を生かし、デンドリマーの収束型合成に応用している。今までに比べ、高効率での合成が可能となった。

### 生化学
キャロライン・ベルトッツィらは、アジド基を持たせた糖誘導体を細胞内に取り込ませ、ここにアルキンと結合した蛍光色素を結合させることで細胞内組織の可視化に成功した。クリックケミストリーの高い基質直交性をうまく利用した成果といえる。